# 渡島吉岡駅

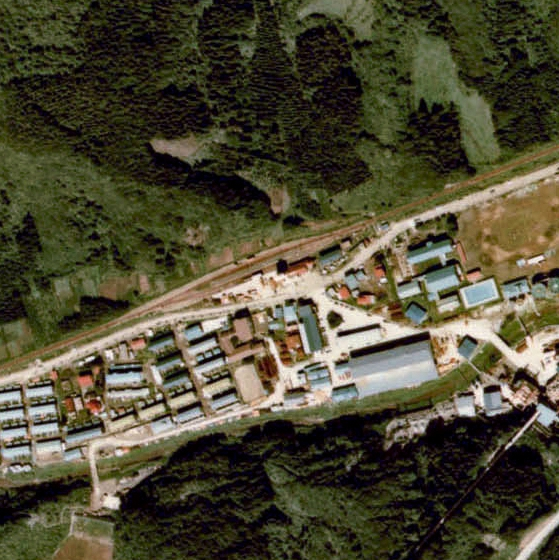
1976年の渡島吉岡駅と周囲約500 m範囲。左が松前方面。千軒駅同様の配線で、島式ホーム1面2線の他、駅舎ホーム間に貨物積卸線、駅裏に留置線がそれぞれ1線ずつ敷かれている。

渡島吉岡駅（おしまよしおかえき）は、かつて北海道松前郡福島町字吉岡に設置されていた、北海道旅客鉄道（JR北海道）松前線の駅（廃駅）である。電報略号はヨオ。事務管理コードは▲141507。
1980年（昭和55年）まで運行されていた、急行「松前」の停車駅だった。

## 歴史

### 年表
- 1942年（昭和17年）11月1日：国有鉄道福山線碁盤坂駅（→千軒駅） - 当駅間の開通に伴い、一般駅として開業[1]。
- 1946年（昭和21年）12月15日：当駅 - 渡島大沢駅間の開通に伴い、中間駅となる。
- 1949年（昭和24年）6月1日：日本国有鉄道法施行に伴い、日本国有鉄道（国鉄）に継承。
- 1953年（昭和28年）11月8日：福山線が松前線に改称される。
- 1963年（昭和38年）12月1日：準急「松前」運行開始。
- 1970年（昭和45年）12月12日：業務委託駅となる[3]。
- 1980年（昭和55年）10月1日：急行「松前」廃止により、優等列車が停車しなくなる。
- 1982年（昭和57年）11月15日：貨物の取り扱いを廃止[1]。
- 1984年（昭和59年）2月1日：荷物の取り扱いを廃止[1]。
- 1986年（昭和61年）11月1日：出札・改札業務を停止して無人化され[4]、簡易委託駅となる。交換設備は存置され閉塞扱いの運転要員が出務する事があったが、原則として列車交換は行われず、通常は千軒駅 - 松前駅間を一閉塞として運行。
- 1987年（昭和62年）4月1日：国鉄分割民営化に伴い、日本国有鉄道から北海道旅客鉄道（JR北海道）に継承[1]。
- 1988年（昭和63年）2月1日：松前線の全線廃止に伴い、廃駅となる。

### 駅名の由来
もともとは当地は現在の吉岡川のアイヌ語名から「オムナイ（o-mu-nay）」（川尻・塞がる・川）と呼ばれていた。
江戸期に和人が当地に入って以降、当初は「穏内（おおむない・おむない）」の当て字がされていたが、「穏やかでない」に通じることから、寛永期に付近に群生するヨシから「葭岡（よしおか）」の和名がつけられ、後年「吉岡」に字が変化した。
開業にあたっては、既存の吉岡駅（仙台鉄道→宮城交通）と区別するため、旧国名の「渡島」を付した。

## 駅構造
廃止時点で、島式ホーム1面2線を有する地上駅で、列車交換が可能な駅であった。その他に、上下線に副本線（側線扱い）を有していた。
最終営業日時点では、乗車券類の販売は簡易委託化されていた。駅舎はホームの南側に位置し、ホームとは構内踏切で連絡した。

## 利用状況
- 1981年度（昭和56年度）の1日乗降客数は224人[7]。

## 駅周辺
- 青函トンネル吉岡定点 - 2014年（平成26年）3月14日まで海峡線吉岡海底駅が設置されており、松前線が廃止になっていなければ最寄駅であった。
- 北海道道636号渡島吉岡停車場線
- 穏内館跡 - 道南十二館のひとつ。
- 福島町役場吉岡支所
- 松前警察署吉岡駐在所
- 吉岡郵便局
- 福島町立吉岡小学校
- 福島町立吉岡中学校 - 2010年（平成22年）3月に閉校。
- 青函トンネル函館口 - 駅前に存在した。同所に日本鉄道建設公団青函トンネル吉岡基地もあった。
- トンネルメモリアルパーク
- 吉岡川
- 函館バス「吉岡」停留所

## 駅跡
駅舎及び駅構内施設は撤去され、1999年（平成11年）時点では、駅跡地は採石会社の作業場となっている。2010年（平成22年）時点でも同様であった。駅跡付近の線路跡は、道路に沿った築堤となって残存している。

## 隣の駅
北海道旅客鉄道（JR北海道）
松前線
白符駅 - 渡島吉岡駅 - 渡島大沢駅